# True Myth
True Myth war eine kanadische Progressive-Rock-Band aus London, die 1977 gegründet wurde und sich ca. 1982 auflöste.

## Geschichte
Die Band wurde im Jahr 1977 vom am The Royal Conservatory of Music in Toronto klassisch ausgebildeten Keyboarder Tom Treumuth am Fanshawe College gegründet. Ergänzt wurde die Besetzung durch weitere Musikstudenten. Dies waren der Sänger Malcolm McGuigan, die Gitarristen Tony Cook und Bob Stirajs, der Bassist Steve McKenna und der Schlagzeuger Kirk Devereux. Das selbstbetitelte Album erschien 1979 über Warner Bros. Records. Es war das erste kanadische, das digital aufgenommen wurde und nach Stevie Wonders Journey Through the Secret Life of Plants weltweit das zweite überhaupt. Als Produzent war Jack Richardson tätig. 1981 schloss sich unter dem Namen Telegram das zweite Album an. Nach der 1982er Single Give It Up / Thunderchild kam es zur Auflösung der Band.

## Stil
The International Encyclopedia of Hard Rock and Heavy Metal verglich die Musik mit der von Saga, sie wurde jedoch für weniger aggressiv befunden.

## Diskografie
- 1979: True Myth (Album, Warner Bros. Records)
- 1981: Try a Little Harder (Single, Intercan Records/Hypnotic Records)
- 1981: Telegram (Album, CNR Music)
- 1982: Give It Up / Thunderchild (Single, CNR Music)